# Mutual of Omaha
Mutual of Omaha ist ein US-amerikanischer Versicherungskonzern und Finanzdienstleister mit Hauptsitz in Omaha, Nebraska.

## Geschichte und Hintergrund
Mutual of Omaha wurde 1909 von einem Medizinstudenten an der Creighton University in Omaha unter dem Namen Mutual Benefit Health & Accident Association gegründet und spezialisierte sich zunächst auf Krankenversicherung. 1920 erreichten die Prämieneinnahmen erstmals die 1-Million-Dollar-Grenze, zudem war der Versicherer im selben Jahr bereits in 15 Bundesstaaten der Vereinigten Staaten zugelassen. 1926 wurde mit der United Benefit Life Insurance Company eine auf Lebensversicherung spezialisierte Tochtergesellschaft gegründet, die später in United of Omaha umbenannt wurde. 1939 war Mutual in allen seinerzeit 48 Bundesstaaten präsent. 1950 gab sich das Unternehmen den heutigen Namen. 
Mutual of Omaha ist insbesondere auf Lebensversicherung und Altersvorsorge sowie Krankenversicherungen spezialisiert. Der Konzern wird regelmäßig in der Fortune 500, einer Liste der 500 umsatzstärksten Unternehmen der Vereinigten Staaten pro Geschäftsjahr, aufgeführt. 
Mutual of Omaha war Finanzier der TV-Serie Im Reich der wilden Tiere, die hauptsächlich in Afrika und Südamerika gedrehte Dokumentationsreihe lief zwischen 1963 und 1988 im US-amerikanischen und ab 1973 auch im deutschen Fernsehen. 2002 gab es eine Neuauflage bei Animal Planet.